# Perizoma lychnobia
Perizoma lychnobia är en fjärilsart som beskrevs av Louis Beethoven Prout 1938. Perizoma lychnobia ingår i släktet Perizoma och familjen mätare. Inga underarter finns listade i Catalogue of Life.